# Atena zadumana

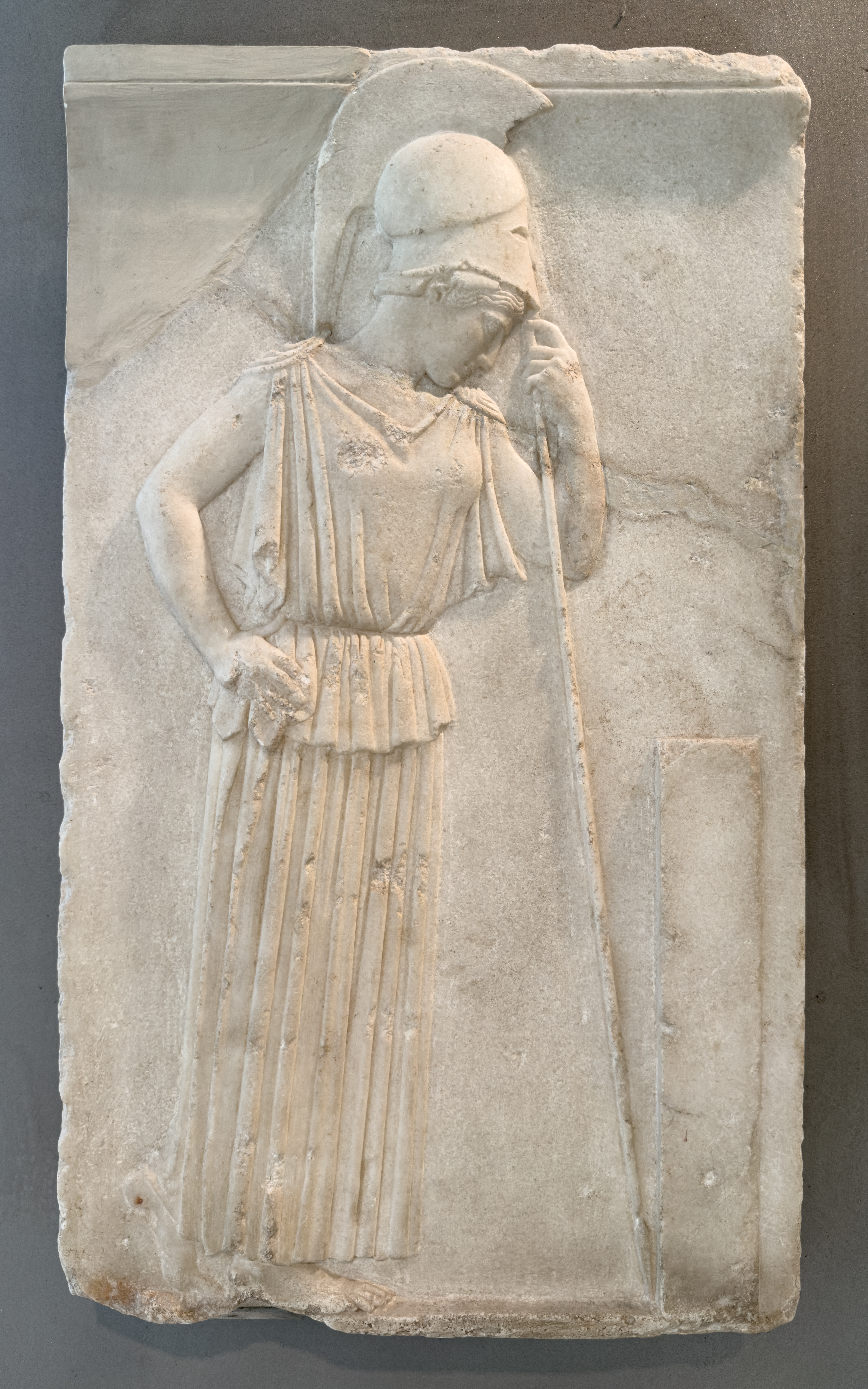
Atena zadumana

Atena zadumana – starożytna marmurowa grecka stela z reliefem przedstawiającym boginię Atenę, znajdująca się obecnie w zbiorach Muzeum Akropolu w Atenach.
Wykonana z marmuru paryjskiego stela ma 0,54 m wysokości, 0,31 m szerokości i grubość 0,05 m. Datowana jest na lata 60. V wieku p.n.e. Została odkryta w 1888 roku podczas wykopalisk na ateńskim Akropolu. Zdobiący stelę relief przedstawia boginię wspartą o włócznię, z opuszczoną głową, spoglądającą w zadumie w kierunku stojącego przed nią słupa granicznego. Bogini odziana jest w peplos, na głowie ma hełm koryncki, jej stopy są nagie. Sposób przedstawienia postaci zrywa z tradycyjną zasadą frontalności: bogini ukazana jest ze skręconym torsem ukazanym w ¾, ciężar jej ciała wsparty jest na prawej nodze, podczas gdy lewa jest zwrócona do tyłu. Awangardowy jest także sposób oddania fałd na szacie oraz zostawienie sporej ilości wolnej przestrzeni wokół. Na tle reliefu odkryto pozostałości niebieskiej farby, co świadczy o tym iż stela była pierwotnie pomalowana.